# Kaple svatého Jana Křtitele (Trutnov)
Kaple svatého Jana Křtitele (někdy také označovaná jako Jánská kaple) je barokní sakrální stavba nacházející se na Jánském vrchu v Trutnově. Původní kaple z roku 1712 vyhořela a současná podoba pochází z roku 1811. Dnes se v budově kaple nachází malé vojenské muzeum.

## Historie
Roku 1712 dal trutnovský měšťan Moric Dreyschock postavit barokní kapli zasvěcenou Janu Křtiteli. Nedaleko se usídlil poustevník, který se staral o kapli a zázračný pramen pod ní, a postavil zde poustevnu, která ale spolu s kaplí byla poškozena ohněm v roce 1745. Ačkoliv byla po požáru obnovena, následně byla zbořena vojáky. Úsilím děkana Leyera byla kaple teprve v roce 1811 znovu otevřena a vysvěcena.

### Bitva u Trutnova v roce 1866
V roce 1866 se kaple stala svědkem bitvy u Trutnova, válečného konfliktu prusko-rakouské války. Na Jánský vrch tehdy zaútočilo na 1100 pruských vojáků snažících se prolomit odpor rakouských vojáků, kteří se skryli v Jánské kapli. Po odmítnutí výzvy se vzdát pokračovaly boje i uvnitř kaple. Dodnes jsou ve zdech vidět díry po zásahu střel. Ačkoliv tento střet v místě Jánské kaple vyhráli pruští vojáci, bitva u Trutnova se stala jedinou vítěznou bitvou prusko-rakouské války.

### Novodobá historie
Do roku 1945 se o kapli staral trutnovský Spolek veteránů, ale po odsunu většiny jeho členů nastalo období chátrání. V této době o kapli pečovalo jen několik místních nadšenců a dobrovolníků. Teprve po roce 1989 přichází změna a město Trutnov se snaží o zvelebení a zrestaurování.

## Okolí Jánské kaple
V letech 1879–1880 byly do blízkého okolí kaple přeneseny hroby a pomníky padlých za války. Prostory okolo Jánská kaple se tak staly vojenským hřbitovem a památníkem této krvavé bitvy.